# Paraminotella nigrita
Paraminotella nigrita là một loài bọ cánh cứng trong họ Chrysomelidae. Loài này được Doeberl & Konstantinov miêu tả khoa học năm 2003.